# 春日市河
市河臣（いちかわのおみ、生没年不詳）は、古墳時代の豪族・和珥臣の一人。父は米餅搗大使主。子孫に山上氏や井代氏、物部氏、布留氏がいる。